# مارین باکالوف
مارین باکالوف (انگلیسی: Marin Bakalov؛ زادهٔ ۱۸ آوریل ۱۹۶۲) بازیکن فوتبال اهل بلغارستان است.
از باشگاه‌هایی که در آن بازی کرده است می‌توان به باشگاه فوتبال بوتو پلوودیو، گروه ورزشی شاوش، و باشگاه فوتبال زسکا صوفیه اشاره کرد.